# Scanner Cop
Scanner Cop är en amerikansk långfilm från 1994 som regisserades av Pierre David.

## Handling
Sam Staziak är en nybliven polis i Los Angeles. Sam är en scanner och har förmågor som ingen annan har. Hans förmågor är dock farliga och kan rentav vara dödliga om han använder dem.
Men när en seriemördare som är ute efter poliser börjar härja, så måste sam börja använda sig av sina krafter. Allt blir bara värre när mördaren inser vilka övernaturliga krafter Sam har.

## Om filmen
Filmen släpptes direkt till video och en uppföljare, Scanner Cop 2, kom 1995. Karaktärerna skapades av David Cronenberg.

## Rollista i urval
- Daniel Quinn - Sam Staziak
- Darlanne Fluegel - Dr. Joan Alden
- Richard Grove - Peter Harrigan
- Mark Rolston - Harry Brown
- Richard Lynch - Karl Glock
- Hilary Shepard - Zena
- Gary Hudson - Damon Pratt
- Ben Reed - Rick Kopek